# Dryadella linearifolia
Dryadella linearifolia là một loài thực vật có hoa trong họ Lan. Loài này được (Ames) Luer mô tả khoa học đầu tiên năm 1978.